# Wysoka (powiat wadowicki)
Wysoka – wieś w Polsce, położona w województwie małopolskim, w powiecie wadowickim, w gminie Wadowice, na Pogórzu Wielickim, na południe od pasma Draboż, nad potokiem Wysoka, dopływem Kleczanki, przy drodze Wadowice – Stanisław Górny.

## Integralne części wsi
| części wsi | Czerna, Dział, Fireczkówka, Jagodnica, Madoniówka, Mosiórka, Mrowica, Niziny, Radocka Góra, W Lesie, Wesoła, Wysoka Dolna, Wysoka Wieś, Zielona |

## Historia
- Założona w XIII w.;
- Parafia erygowana w 1353 r. Pierwszy kościół wzniesiono w Wysokiej w 1355 r., w XVI wieku był on zamieniony przez Stanisława Palczowskiego i Adama Paszkowskiego na zbór kalwiński. Obecny kościół, murowany, pochodzi z XX wieku.
- W XV wieku Wysoka była w posiadaniu Paszkowskich, w XVI i XVII wieku Palczowskich i Paszkowskich, w XVIII w część wsi należała do Czartoryskich z Kalwarii, a część do neofity Jana Porębskiego. W XIX w. Czartoryscy sprzedali Wysoką Brandysom z Kalwarii, a część wsi należała do Gorczyńskich.
- W XIX wieku i jeszcze na początku XX w. Wysoka była wsią bednarzy. Produkowane tu masowo wyroby bednarskie, a szczególnie niecki, eksportowane do Prus.
- Od lata 1943 do jesieni 1944 r. w chacie na zboczu góry Mosiórka rodzina Jana i Stefanii Buchałów ukrywała 10-letniego Romana Polańskiego[5]
- W latach 1975–1998 miejscowość należała administracyjnie do województwa bielskiego.